# Никольский (Щигровский район)
Никольский — посёлок в Щигровском районе Курской области России. Входит в состав Никольского сельсовета.

## Название
Как село Никольское (Скарятино) упоминается в Списке населённых мест Российской империи по сведениям 1859—1873 годов.

## География
Посёлок находится в северо-восточной части Курской области, в пределах юго-западной части Среднерусской возвышенности, в лесостепной зоне, на левом берегу реки Косоржи, на расстоянии примерно 20 километров (по прямой) к северо-северо-востоку (NNE) от города Щигры, административного центра района. Абсолютная высота — 209 метров над уровнем моря.
Климат
Климат характеризуется как умеренно континентальный, с тёплым летом и умеренно холодной зимой. Среднегодовая температура — 4,7 — 5,7 °C. Средняя температура воздуха самого тёплого месяца (июля) — 19 — 24 °C (абсолютный максимум — 37 °C); самого холодного (января) — −9 — −5 °C (абсолютный минимум — −32 °C). Среднегодовое количество атмосферных осадков составляет 582 мм.
Часовой пояс
Посёлок Никольский, как и вся Курская область, находится в часовой зоне МСК (московское время). Смещение применяемого времени относительно UTC составляет +3:00.

## Население
| 2002 | 2010 |
| ---- | ---- |
| 98   | ↗99  |

Половой состав
По данным Всероссийской переписи населения 2010 года в половой структуре населения мужчины составляли 48,5, женщины — соответственно 51,5 %.
Национальный состав
Согласно результатам переписи 2002 года, в национальной структуре населения русские составляли 97 %.

## Известные уроженцы, жители
- Непобедимый, Сергей Павлович (1921—2014) — советский конструктор ракетного вооружения. В 1922 году семья  Непобедимых переехала в село Никольское Щигровского уезда Курской губернии [8]

## Инфраструктура
Личное подсобное хозяйство с зоной сельскохозяйственного использования, индивидуальная застройка усадебного типа.

## Транспорт
Автобусное сообщение с райцентром.  Остановка общественного транспорта «Никольский».
Из справочника «XX. Курская губерния. Список населенных мест по сведениям 1862 года»:
«На проселочной дороге из г. Щигров через с. Стаканово на Ливенскую дорогу».